# Björn Gooßes
Björn Gooßes (* 25. Oktober 1977 in Wesel) ist ein deutscher Thrash-/Melodic-Death-Metal-Sänger sowie bildender Künstler.

## Werdegang

### Als Musiker
Björn Gooßes stieg 1996, ein Jahr nach der Gründung, bei der Melodic-Death-Metal-Band Night in Gales als Sänger ein. Er gehörte der Formation bis 2012 an und veröffentlichte in dieser Zeit mit ihr fünf Studioalben, darunter drei bei Nuclear Blast. Während dieser Zeit wurde er 2004 zudem Mitgründer der Band The Very End, deren Debütalbum 2008 bei Dockyard 1 erschien. Mindestens im Jahr 2006 war er auch Teil der Bands The Rules sowie Infliction. Mit einem ehemaligen Mitstreiter von The Very End sowie zwei weiteren Musikern rief Gooßes 2017 die Band Harkon ins Leben.

### Als bildender Künstler
Parallel zu seiner Tätigkeit als Sänger betätigt sich der seit 2001 in Essen ansässige Gooßes als bildender Künstler, dessen Arbeiten im Spannungsfeld zwischen Grafikdesign, (Objekt-)Collage, Fotografie und Bildbearbeitung anzusiedeln sind. Er arbeitete mit Bands, Festivals, Labels und anderen Akteuren der Musikszene aus über 30 Ländern zusammen. Seine Werke wurden von z. B. Dew-Scented, Undertow, Pendragon, Messiah, Motorjesus, Sodom, Vomitory, Accuser, Diamond Head, Summer Breeze Open Air, Party-San Open Air, Copenhell, Death Feast Open Air, Rock Hard Magazin oder Legacy Magazin lizenziert.
Neben kleineren (Einzel-)Ausstellungen im In- und Ausland
stellt Björn Gooßes seine Arbeiten seit 2016 gemeinsam mit Thomas Ewerhard und Jan Meininghaus unter dem Namen Painted in Blood aus. Als Gruppe stellte das Trio u. a. beim Summer Breeze Open Air (2016), Copenhell (2017), Wacken Open Air (2018, 2019, 2022) und RockHarz Open Air (2019) aus.
Einige Werke von Björn Gooßes wurden in Publikationen von z. B. 
And Justice For Art veröffentlicht. Für seine Arbeiten erhielt er auch Preise. Das umfasst u. a. das „Metal Cover of the Year“ 2007 beim Danish Metal Award für Andromeda Unchained von Anubis Gate und „Best Album Cover 2008“ bei den Best Of The Year Awards der englischen Classic Rock Society für Metamorphosis der walisischen Progressive-Rock-Band Magenta.

## Diskografie

### Mit Harkon
- 2019: Ruins of Gold (EP, Selbstverlag)